# Сикан (провинция)
Сика́н (кит. упр. 西康省, пиньинь Xīkāng shěng) — существовавшая в середине XX века до 1955 года провинция в юго-западной части Китайской Республики, на территории тибетской области Кам. Занимала площадь 451521 км² с населением ок. 1748,5 тыс. чел. (1955). Административный центр — г. Кандин (Дарцедо), в последние годы (1951—1955) — город Яань.

## География
Территорию провинции можно разделить на 3 части: западную, центральную и восточную. Краткие характеристики:
- Западная часть располагалась на Цинхай-тибетском нагорье, заселена слабо;
- Центральная часть лежала в продольной равнине с множеством крупных рек, таких как: Нуцзян (Салуин), Цзиньшацзян (Янцзы), Ланьцанцзян (Меконг) и др.;
- Восточная часть граничила с Сычуаньской котловиной.

## История
Изначально эта территория, называвшаяся Кам, принадлежала Тибету. В конце XIX она стала подвергаться набегам китайцев. В начале XX века китайский генерал Чжао Эрфын, прозванный жителями Кама «Чжао-мясник», провёл карательную экспедицию в Кам. Огню предали несколько монастырей, свыше тысячи лам были убиты саблями. Впоследствии он основал на территории Кама провинцию Сикан и присоединил её к Китаю.
В мае 1930 года на территорию Сикана вторглась армия Тибета с целью освобождения его от китайской оккупации. Из-за того, что провинция была охвачена внутренней борьбой, у китайского руководства не было возможности послать подкрепление войскам, расположенным в провинции Сычуань. В результате армии Тибета удалось без особого сопротивления захватить уезды Гарцзэ (Ганьцзы) и Синьлун. Затем тибетские силы стали осуществлять попытки освобождения тибетских территорий в южной части провинции Цинхай. В марте 1932 года тибетская армия вторглась в Цинхай, но в июле была разбита армией под командованием губернатора провинции милитариста Ма Буфана. Войска Ма Буфана преследовали тибетскую армию вплоть до её возвращения на территорию Сикана. Цинхайской армии удалось вновь захватить территории, находившиеся под контролем Тибета с 1919 года.
Успешные действия подразделений Ма Буфана угрожали нарушить снабжение тибетских сил, находящихся в Гарцзэ и Синьлуне. В результате этого эта часть тибетской армии была вынуждена отступить. В 1932 году Лю Вэньхуэй, действуя совместно с цинхайскими подразделениями, отправил группу войск для нанесения удара по тибетской армии в Гарцзэ и Синьлуне. В конечном счёте китайские войска заняли Гарцзэ, Синьлун, Дэгэ и другие уезды и города к востоку от р. Цзиньшацзян, и окончательно оторвали территории Кама от Тибета.
В 1950 году после поражения Гоминьдана в гражданской войне территория Сикана была разделена по руслу р. Цзиньшацзян. Восточная часть при этом сохранила название Сикан, а западная стала называться «округ Чамдо» (кит. трад. 昌都地區, упр. 昌都地区, пиньинь Chāngdū dìqū).
После оккупации Тибета КНР, в 1955 году Сикан был включён в состав провинции Сычуань, а в 1965 г. округ Чамдо стал частью Тибетского автономного округа.